# Michel Goujon
Michel Goujon, né le 3 octobre 1954 à Saint-Tropez (Var), est un écrivain, éditeur et agent littéraire français.

## Biographie
Fils d’Yvette Goujon et René Goujon, ancien chef de l’hôtel de Paris, Michel Goujon naît à Saint-Tropez  et y vit jusqu’à ses 20 ans.
En 1976, il part vivre à Paris et y fait carrière dans l’édition. Il exerce tour à tour chez Hachette et Flammarion avant d’être nommé à la direction des éditions France Loisirs ainsi qu’à la direction livre du Grand Livre du Mois en 2009. À partir de 2018, il dirige la collection Eloge aux Éditions Philippe Rey .
Il est l’auteur de plusieurs ouvrages sur Saint-Tropez : un guide, Saint-Tropez et le Pays des Maures (2002)  , et un essai, L’Autre Saint-Tropez (2017),,.
Michel Goujon est par ailleurs l’auteur de deux romans, La Madrague (2009) et La Désobéissance d’Andreas Kuppler (2013),, ainsi que d’une biographie sur Brigitte Bardot, icône de Saint-Tropez, sa cité maritime natale, intitulée La Recluse – Le mystère Brigitte Bardot ,, parue en 2019 chez Plon.

## Ouvrages
- Saint-Tropez et le Pays des Maures, Hachette, 2002
- La Madrague, Liana Levi, 2009
- La Désobéissance d’Andreas Kuppler, Héloïse d’Ormesson, 2013
- L’Autre Saint-Tropez, Michel Lafon, 2017
- La Recluse – Le mystère Brigitte Bardot, Plon, 2019

### Documentation
- Rédaction, Décryptages » Brigitte Bardot, un phénomène culturel et sociologique - La maison d'édition "Plon" publie La recluse, Le mystère de Brigitte Bardot de Michel Goujon. Extrait 1/2., Atlantico, 10 aout 2019.
- Rédaction, Décryptages » Brigitte Bardot, la grande amoureuse - La maison d'édition "Plon" publie La recluse, Le mystère de Brigitte Bardot de Michel Goujon. Extrait 2/2., Atlantico, 11 aout 2019.